# Campeonato Africano de Atletismo de 2024 - 400 m com barreiras masculino
A prova dos 400 metros com barreiras masculino do Campeonato Africano de Atletismo de 2024 foi disputada nos dias 22 e 23 de junho, no Estádio de Japoma, em Duala, nos Camarões.

## Recordes
Antes desta competição, os recordes mundiais e do campeonato nesta prova eram os seguintes:
|                       | Nome            | Nacionalidade | Tempo  | Local   | Data                |
| --------------------- | --------------- | ------------- | ------ | ------- | ------------------- |
| Recorde mundial       | Karsten Warholm | Noruega       | 45s 94 | Tóquio  | 3 de agosto de 2021 |
| Recorde do campeonato | Amadou Dia Ba   | Senegal       | 48s 29 | Cairo   | 1985                |
| Recorde africano      | Samuel Matete   | Zâmbia        | 47s 10 | Zurique | 7 de agosto de 1991 |

## Medalhistas
| Ouro                | Prata                 | Bronze                    |
| Victor Ntweng (BOT) | Kemorena Tisang (BOT) | Abdelmalik Lahoulou (ALG) |

## Cronograma
Todos os horários são locais (UTC+1).
| Data        | Hora  | Evento  |
| ----------- | ----- | ------- |
| 22 de junho | 15:30 | Bateria |
| 23 de junho | 16:20 | Final   |

## Resultados

### Bateria
Qualificação: 2 atletas de cada bateria (Q) mais os 2 melhores qualificados (q).
| Posição | Bateria | Atleta                 | Nacionalidade      | Tempo | Notas            |
| ------- | ------- | ---------------------- | ------------------ | ----- | ---------------- |
| 1       | 2       | Victor Ntweng          | Botswana           | 49.13 | Q                |
| 2       | 2       | Wiseman Mukhobe        | Quênia             | 49.51 | Q                |
| 3       | 1       | Kemorena Tisang        | Botswana           | 49.93 | Q                |
| 4       | 2       | Saad Hinti             | Marrocos           | 50.41 | q                |
| 5       | 3       | Abdelmalik Lahoulou    | Argélia            | 50.43 | Q                |
| 6       | 1       | Lindokuhle Gora        | África do Sul      | 50.54 | Q                |
| 7       | 1       | El Mehdi Dimocrati     | Marrocos           | 50.61 | q                |
| 8       | 2       | Dhlamini Sabelo        | África do Sul      | 50.66 |                  |
| 9       | 3       | Bienvenu Sawadogo      | Burquina Fasso     | 50.71 | Q                |
| 10      | 1       | Rilwan Alowonle        | Nigéria            | 50.95 |                  |
| 11      | 3       | Le Roux Hamman         | África do Sul      | 51.14 |                  |
| 12      | 2       | Stéphane Yato          | Camarões           | 51.20 |                  |
| 13      | 1       | Andre Retief           | Namíbia            | 51.47 |                  |
| 13      | 3       | Tshotlego Frecky       | Botswana           | 51.47 |                  |
| 15      | 3       | Kipkorir Rotich        | Quênia             | 51.52 |                  |
| 16      | 1       | Emmanuel Tamba Elengha | República do Congo | 51.87 | Recorde nacional |
| 17      | 3       | Ousmane Sidibé         | Senegal            | 52.01 |                  |
| 18      | 2       | Abebe Lemecha          | Etiópia            | 52.03 |                  |
| 19      | 1       | Edward Ngunjiri        | Quênia             | 52.25 |                  |
| 20      | 3       | Yohannes Getaneh       | Etiópia            | 52.46 |                  |
| 21      | 2       | Boubacar Drame         | Senegal            | 52.55 |                  |
| 22      | 1       | Geraud Houessou        | Benim              | 54.06 |                  |
| 99      | 2       | Alex Al-Ameen          | Nigéria            | DNS   |                  |
| 99      | 3       | Nathaniel Ezekiel      | Nigéria            | DNS   |                  |

### Final
A final ocorreu dia 23 de junho às 16:20.
| Posição           | Raia | Atleta              | Nacionalidade  | Tempo | Notas |
| ----------------- | ---- | ------------------- | -------------- | ----- | ----- |
| Medalha de ouro   | 5    | Victor Ntweng       | Botswana       | 48.88 |       |
| Medalha de prata  | 4    | Kemorena Tisang     | Botswana       | 49.24 |       |
| Medalha de bronze | 6    | Abdelmalik Lahoulou | Argélia        | 49.36 |       |
| 4                 | 3    | Wiseman Mukhobe     | Quênia         | 49.92 |       |
| 5                 | 7    | Lindokuhle Gora     | África do Sul  | 50.61 |       |
| 6                 | 8    | Bienvenu Sawadogo   | Burquina Fasso | 50.76 |       |
| 7                 | 1    | El Mehdi Dimocrati  | Marrocos       | 51.19 |       |
| 99                | 2    | Saad Hinti          | Marrocos       | DNS   |       |

Legenda
| Recorde mundial       | Recorde mundial (World record)               |                       | Recorde africano                      | Recorde africano (African) |                                           | Q | Classificado por posição (Qualified) |
| Recorde do campeonato | Recorde do campeonato (Championship record)  | Recorde da América    | Recorde da América (Americas)         | q                          | Classificado por melhor tempo (Qualified) |   |                                      |
| Melhor marca do ano   | Melhor marca do ano (World leading)          | Recorde asiático      | Recorde asiático (Asian)              | DNS                        | Não largou (Did not start)                |   |                                      |
| Recorde nacional      | Recorde nacional (National record)           | Recorde europeu       | Recorde europeu (European)            | DNF                        | Não terminou (Did not finish)             |   |                                      |
| Recorde pessoal       | Recorde pessoal do atleta (Personal best)    | Recorde da Oceania    | Recorde da Oceania (Oceania)          | DSQ / DQ                   | Desclassificado (Disqualified)            |   |                                      |
| Recorde da temporada  | Recorde da temporada do atleta (Season best) | Recorde sul-americano | Recorde sul-americano (South America) | NM                         | Sem marca (No mark)                       |   |                                      |